# Caxiapa

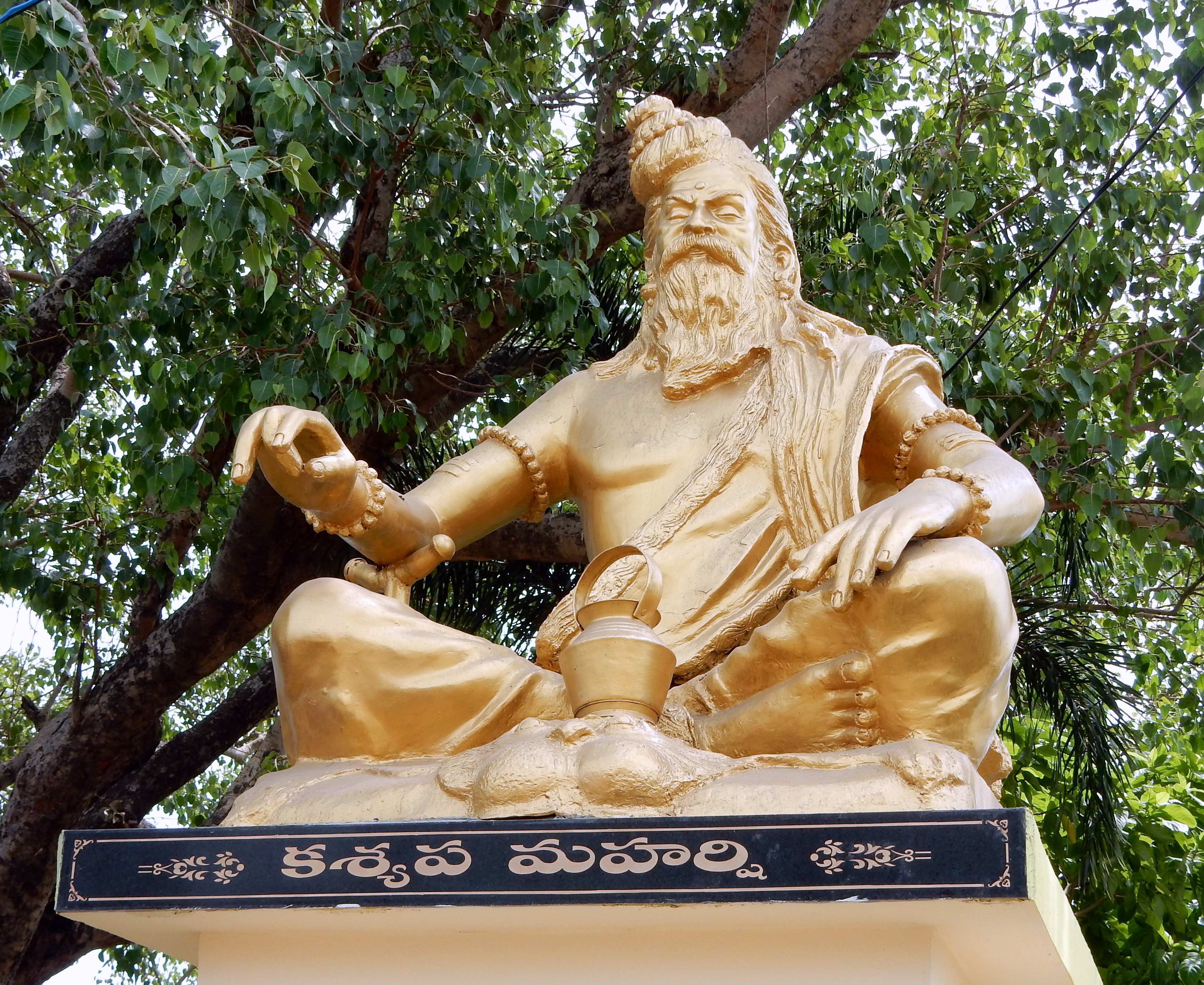
Estátua de Caxiapa em Andra Pradexe

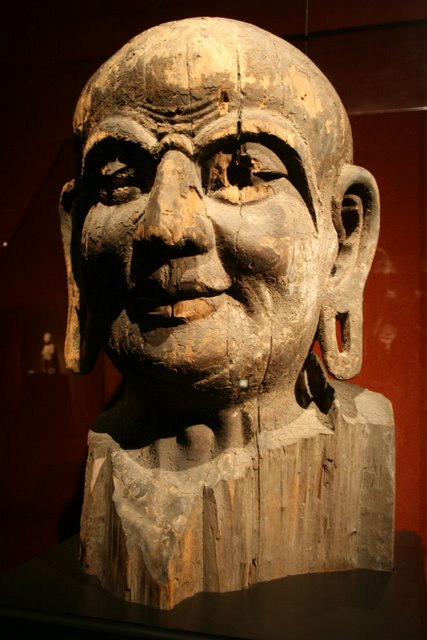
Uma cabeça chinesa esculpida em madeira representa a Caxiapa; Dinastia Tangue (618-907)

Caxiapa (em védico: कश्यप; romaniz.: Kaśiapa), no hinduísmo, é um rixi (sábio) e um dos sete saptarixis.
Os outros saptarixis eram:
- Atri,
- Vasishtha,
- Vixua Mitra,
- Gótama Rishi,
- Yamadagni,
- Bharaduaya[2]

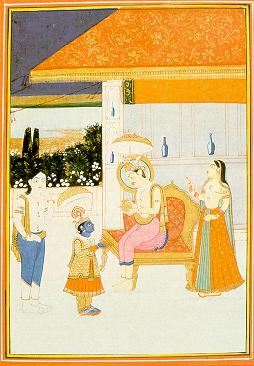
O avatar Vamanadev (filho de Caxiapa com Aditi) na corte do rei Bali

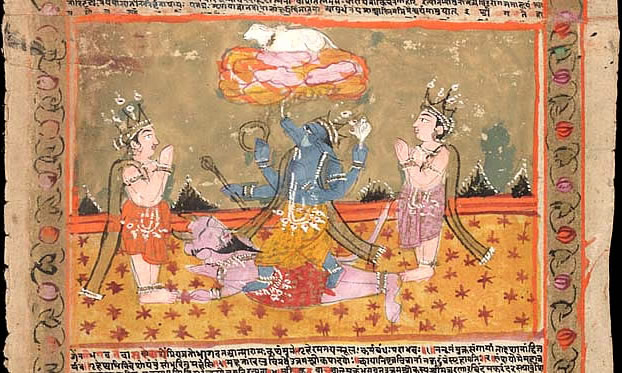
O avatara Varaja mata a Jiraniaksha

Segundo a mitología indiana, foi o pai dos devas, asuras, nagas e de toda a humanidade. Está casado com Aditi, com quem foi pai de Agni, os Aditias, e o mais importante: do próprio deus Vixenu, que nasceu com o nome de Vamana (o avatar anão), como filho de Aditi, no sétimo manu antara.
Com sua segunda esposa, Diti, teve aos daitias (demónios).
Diti e Aditi eram filhas do rei Daquexa e irmãs de Daquexaiani (esposa do poderoso asceta Xiva).
Caxiapa recebeu o mundo de mãos de Paraxurama, quem tinha-o conquistado ao matar ao rei Kartaviria Aryuna e desde esse momento à Terra chama-lha Caxiapi.
Há um Caxiapa autor do tratado Caxiapa Samita (ou Braddha Yivakiia Tantra), que é considerado um livro de referência clássico sobre o Airveda, especialmente em cuidado do menino (pediatria), ginecologia e obstetrícia.
Geralmente supõe-se que teve vários Caxiapas e que o nome indica o status e não a um indivíduo.

## Nascimento e linhagem de Caxiapa
Caxiapa era filho de Marichi, que era um dos dez manasa-putras (filhos mentais) do deus criador Brama.
Seu sogro foi o prajapati Daquexa, que tinha tido treze filhas:
1. Aditi
2. Diti
3. Kadru
4. Danu
5. Arishta
6. Surasa
7. Surabhi
8. Vinata
9. Tamra
10. Krodhavasa
11. Ida
12. Khasa
13. Muni[7]

### Filhos de Caxiapa
- Seus filhos com Aditi (os aditias, ou filhos de Aditi) foram:
  - Amsha,
  - Ariama,
  - Baga,
  - Duti,
  - Mitra,
  - Puxa,
  - Shakra,
  - Savita,
  - Tevastar,
  - Varuna,
  - Vixenu e
  - Vivasvata.[7]

Eles começaram a dinastia solar (Suria vansha), que mais tarde conhecer-se-ia como a dinastia Ikshuaku, depois de sua bisneto, o rei Ikshwaku, cujos reis seguintes foram
Kukshi,
Vikukshi,
Bana,
Anarania,
Prithu,
Trishanku e
Raghu,
após o qual a dinastia se chamou raghu vansha (dinastia de Raghu), onde terminaria aparecendo o rei Ramo, filho do rei Dasharatha.
- Filhos com sua esposa Diti:
  - Jiraniakashipu (demónio que foi morto pelo deus leão Narasimja; teve quatro filhos: Anujlada, Jlada, Prajlada e Sanjlada, que estenderam aos daitias).
  - Jirania Akshá (demónio matado pelo deus jabali Varaja).
  - Sinka (filha que mais tarde se casou com Viprachitti).
- Filhos com sua esposa Vinata[9]
  - Garuda (o ave portadora de Vishnu) e
  - Aruna (o mágico cochero do deus do Sol).
- Filhos com sua esposa Kadru
  - nagas (serpentes humanas).
- Filhos com sua esposa Danu.
  - danavas (demónios).
- Filhos com sua esposa Muni
  - apsaras (segundo o Bagavata Purana.

Na linha familiar de Caxiapa, há outros dois criadores de mantras (aparte dele):
- Avatsara e seus dois filhos (netos de Caxiapa).
  - Nidhruva e
  - Rebha
- Asita.
  - Shandila, quem não foi escritor de mantras mas começou a famosa dinastia (gotra) Shandilia.

## Vale de Caxiapa

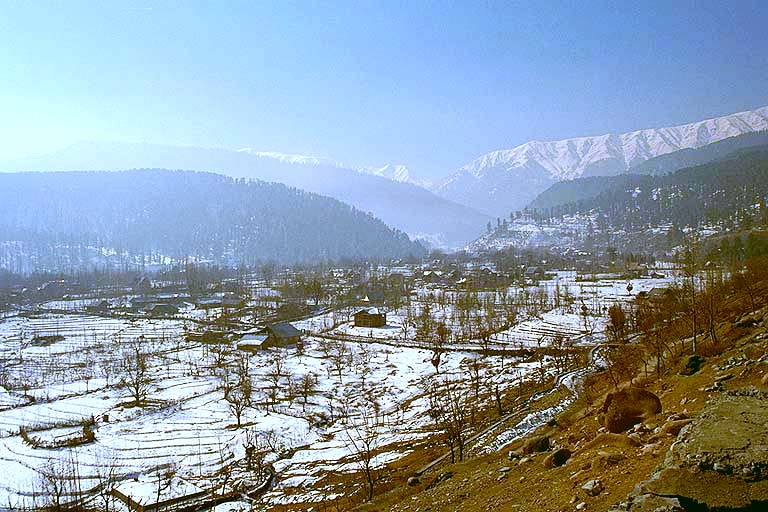
O vale de Caxemira

Acha-se que o vale e a região de Caxemira (nos Himalaias) receberam seu nome de Caxiapa.
A lenda diz que o actual vale de Caxemira era um imenso lago de altura que se chamava Caxiapa-olha (mar de Caxiapa). Caxiapa mandou-o drenar, e ali ficou um formoso vale. Com o tempo seu nome converteu-se em Kash-mir.

## Em outros manu-antaras
Caxiapa converteu-se num dos saptarixis no actual período manuantara (que dura milhões de anos dantes de voltar a se repetir).
No período manu-antara (‘dentro de [do período de] um Manu’) chamado Swarochisha, Caxiapa foi um dos sete sábios principais.